# Russell Dlamini
Russell Dlamini (ur. 23 października 1973) – eswatyński polityk, premier Eswatini od 4 listopada 2023 roku.
Posiada tytuł magistra filozofii w zakresie planowania i zarządzania zrównoważonym rozwojem uzyskany na Uniwersytecie w Stellenbosch, tytuł licencjata z wyróżnieniem w dziedzinie administracji rozwoju na Uniwersytecie Południowej Afryki oraz tytuł licencjata w dziedzinie rolnictwa na Uniwersytecie Eswatini.
W 2015 roku został dyrektorem Narodowej Agencji Zarządzania Katastrofami (NDMA). W okresie jego urzędowania NDMA reagowało między innymi na suszę wywołaną El Niño w latach 2015–2016, pandemię COVID-19 oraz na cyklon tropikalny Eloise, który uderzył w kraj w styczniu 2021 roku. Funkcję dyrektora NDMA pełnił przez 8 lat.
3 listopada 2023 roku, miesiąc po wyborach generalnych, Dlamini został mianowany przez króla Mswatiego III na premiera kraju. Na początku grudnia 2023 roku uczestniczył w szczycie klimatycznym COP28.
12 lutego 2024 roku Dlamini zapowiedział powołanie zespołu ds. przeciwdziałania korupcji, zgodnie z poleceniem wydanym przez króla Mswatiego. W skład organu mają wejść dyrektor prokuratury Lomvula Hlophe, p.o. komisarza krajowego policji Lydia Dlamini i p.o. komisarza Komisji Antykorupcyjnej Maphevu Mkhatshwa. Zgodnie z zapowiedzią mają oni podlegać bezpośrednio premierowi.